# Bahnhof Woodhall Junction

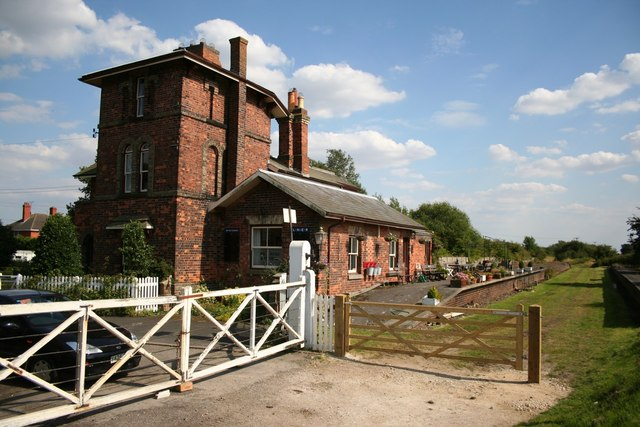
Der Bahnhof Woodhall Junction

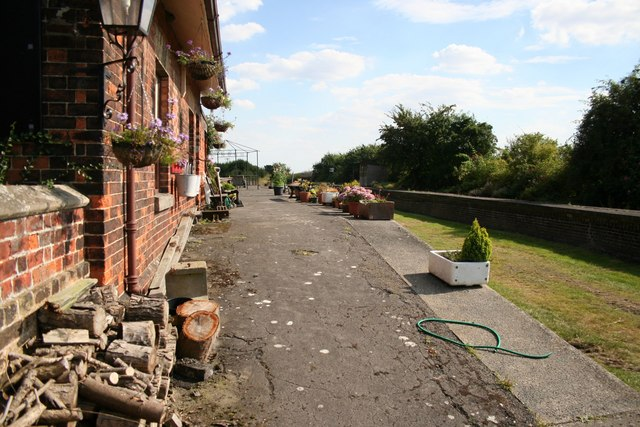
Der Bahnsteig von Woodhall Junction

Der Bahnhof Woodhall Junction, der früher Kirkstead Station genannt wurde, ist ein stillgelegter Bahnhof in Woodhall, Lincolnshire. Er war ein Verkehrsknotenpunkt, an dem sich mehrere Strecken trafen, die heute alle stillgelegt sind.

## Geschichte
Der Bahnhof wurde 1948 im Rahmen der Einweihung der Lincolnshire Loop Line zwischen Lincoln und Boston entlang des Flusses Witham in Betrieb genommen. Eine Zweigstrecke über Woodhall Spa nach Horncastle wurde 1855 eröffnet, und die New Line, die 1913 eröffnet wurde, zweigte von der Loop Line etwas südlich von Woodhall Junction ab und verlief durch die trockengelegenen Feuchtgebiete (Fens) nach Midville, um kürzere Reisezeiten nach Skegness zu ermöglichen.
1922 wurde der Name Woodhall Junction statt Kirkstead Station gewählt, weil Woodhall Spa als Ferienort an Bedeutung gewann.
Der Personenverkehr wurde 1970 eingestellt, als die Loop Line geschlossen wurde, und endgültig 1971 auch für den Güterverkehr außer Betrieb genommen, als die Strecke Lincoln – Bardney – Woodhall Junction – Horncastle stillgelegt wurde.
Das Bahnhofsgebäude ist heute ein privates Wohnhaus, aber die ehemaligen Bahnsteige und der frühere Güterbahnhof sind noch deutlich sichtbar.